# بين بلاينس (نيويورك)
بين بلاينس (بالإنجليزية: Pine Plains (town), New York)‏ هي بلدة أمريكية تقع في الولايات المتحدة في مقاطعة دوتشيز. يقدر عدد سكانها بـ 2,473 نسمة .